# Ханнемахейс
Музей «Ханнемахе́йс» — краєзнавчий музей, розташований у старовинному будинку в історичному центрі нідерландського міста Гарлінген, провінція Фрисландія. Будівля музею зведена у 1794 році, перебудована у 1825 році і є національною пам'яткою архітектури Нідерландів.

## Ханнемахейс
Назва будинку походить від родини багатих купців Ханнема. У 1794 році купець на ім'я Шурд Ханнема (нід. Sjoerd Hannema) побудував цей будинок для своєї родини — він нещодавно одружився з пані Лізбет Схелтема (нід. Liesbet Scheltema). У 1825 році його нащадок, Шурд Якоб Ханнема (нід. Sjoerd Jacobus Hannema) прибудував ліве крило і прикрасив будинок карнизом. Останнім з роду Ханнема, що мешкав у цьому будинку, був Якоб Ханнема (нід. Jacobus Hannema). У 1957 році він віддав частину будинку під музей, а після його смерті у 1964 році будинок за заповітом померлого перейшов у власність муніципалітету, який мав підтримувати музей.

## Колекції музею
Експозиція музею присвячена історії міста Гарлінген та розвитку місцевого мистецтва. Тут зберігаються гарлінгенська кераміка та кахлі, різноманітні предмети, пов'язані з мореплаванням, старовинні малюнки, меблі, вироби зі срібла, документи. В одній з експозицій детально зображений процес виготовлення місцевого напою — женеверу. Одна з кімнат присвячена місцевому уродженцю, письменникові Сімону Вестдейку. Тут, зокрема, зберігаються перші видання усіх його творів.
У музеї також проводяться численні тематичні виставки.
У будівлі музею також розташований міський архів Гарлінгена та фільмотека.